# Ternet Ninja
Ternet Ninja er en dansk animeret komediefilm fra 2018. Filmen er instrueret af Thorbjørn Christoffersen og Anders Matthesen. Ternet Ninja er en filmatisering af Anders Matthesens bog af samme navn. Filmen blev udgivet den 25. december 2018 og blev godt modtaget af anmelderne.
Filmen solgte 222.760 billetter (inkl. snigpremierebilletter) på de fire første dage, hvilket var den bedste åbningsperiode for en dansk film nogensinde, men blev i 2021 overgået af fortsættelsen Ternet Ninja 2, som solgte 246.684 biografbilletter i sin åbningsperiode. Ternet Ninja rundede i marts 2019 926.256 solgte billetter. I maj samme år havde den solgt 940.000 billetter, hvilket gør det til den femte mest sete danske film nogensinde.
I marts 2019 kom det frem at Anders Matthesen har modtaget 238.052 kroner i udviklings-støtte fra Det Danske Filminstitut til en efterfølger til Ternet Ninja. Ternet Ninja 2 udkom den 19. august 2021.
En tredje film, Ternet Ninja 3 blev annonceret i 2023, hvor Anders Matthesen og Thorbjørn Christoffersen vendte tilbage som instruktører, og Trine Heidegaard og Anders Mastrup vender tilbage som producere. Filmen er planlagt til at blive udgivet i Danmark den 21. august 2025.

## Handling
Filmen handler om Aske, der går i 7. klasse og er forelsket i Jessica fra 8. klasse. Aske har et anstrengt forhold til sin stedbror Sune og stedfar, og bliver mobbet af skolens bølle. Dette ændrer sig, da Stewart, onkel til Askes gran-fætter Terkel, forærer Aske en levende ninjadukke der er "dødsensfarlig og besat af tanken om retfærdighed og blodhævn".

## Medvirkende
- Alfred Bjerre Larsen som Aske
- Emma Sehested Høeg som Jessica Eberfrø
- Anders Matthesen som Taiko Nakamura/Ternet Ninja, Stewart Stardust og alle resterende roller i filmen.

## Temaer
Matthesen har kaldt filmen for "en meget moralsk film" hvor budskabet er, "at man skal tro på sig selv og tage sig sammen og ikke lade stå til, bare fordi andre gør det". Matthesen mener, at "det er vigtigt selv at tage affære, hvis der er noget, man er utilfreds med", hvilket i filmen kommer til udtryk gennem selvtægt. I modsætning til Terkel i knibe hvor Anders Matthesen bevidst provokerede med filmens grovkornede humor, er Ternet Ninja også en moraliserende film med "en ond og en god".
Filmen betragtes som en spirituel efterfølger til Terkel i Knibe. Filmen foregår i samme kommune (baseret på Albertslund) som i Terkel i Knibe. Derudover er der gæsteoptrædener fra karaktererne Onkel Stewart, Terkel (som er Askes fætter), Arne og Jason, der ligeledes var med i Terkel i Knibe.

## Soundtrack
| #  | Titel              | Sangskriver(e) | Længde |
| -- | ------------------ | -------------- | ------ |
| 1. | "Jessicas sang"    |                | 1:00   |
| 2. | "Pesto"            |                | 2:56   |
| 3. | "Taiko Nakamura"   |                | 3:36   |
| 4. | "Verdens bedste"   |                | 1:23   |
| 5. | "Skubber det sne"  |                | 2:54   |
| 6. | "Askes farvelsang" |                | 1:25   |

Sangen "Pesto" blev et hit og nåede nummer 10 på tracklisten.

## Modtagelse

### Anmeldelser
Politiken gav fem ud af seks mulig stjerner.
Jyllands Posten kaldte den "et helstøbt mesterværk". Filmmagasinet Ekko gav fem ud af seks stjerner og det samme gjorde Soundvenue.

### Priser
| Pris             | Kategori                               | Modtager(e)               | Resultat  |
| ---------------- | -------------------------------------- | ------------------------- | --------- |
| Bodilprisen 2019 | Bodilprisen for bedste danske film     | Ternet Ninja              | Nomineret |
| Robert 2019      | Robert for årets børne- og familiefilm | Ternet Ninja              | Vundet    |
| Robert 2019      | Årets adapterede manuskript            | Anders Matthesen          | Vundet    |
| Robert 2019      | Årets sounddesigner                    | Oskar Skriver og Bo Asdal | Nomineret |
| Robert 2019      | Årets originale sang                   | "Skubber det sne"         | Vundet    |
| Robert 2019      | Blockbuster Publikumspris              | Ternet Ninja              | Nomineret |
| Zulu Awards 2019 | Årets danske film                      | Ternet Ninja              | Vundet    |